# 羅尚
羅尚（3世紀—310年），字敬之，一名仲，字敬真，襄陽（今湖北襄陽）人。蜀漢巴東太守、西晉陵江將軍羅憲侄。羅尚官至平西將軍，益州刺史，任內正遇成漢叛晉立國，屢次與成漢軍隊交戰。

## 生平
羅尚年幼時父親羅式就去世了，於是跟叔父羅憲生活。羅尚會寫文章，王戎任荊州刺史時就以他和劉喬為參軍。後於咸寧五年（279年），西晉發動滅吳戰爭，時為豫州刺史的王戎派羅尚與劉喬領前鋒進攻武昌（今湖北鄂州市）。太康末年，羅尚任梁州刺史。
永康元年（300年），益州刺史趙廞被徵入朝，遂於益州叛亂，殺死新任益州刺史耿滕。時羅尚就上表道：「趙廞並非雄才，肯定不會成功，就待他自敗吧。」朝廷於是讓羅尚為假節平西將軍、益州刺史、西戎校尉，接手益州。羅尚入蜀時，趙廞麾下流人李特等人已經叛變，知道羅尚率眾入蜀就十分恐懼，李特因而派了弟弟李驤在途中迎接羅尚，又進獻寶物。羅尚對此十分高興，就以李驤為騎督，李特等人又在緜竹（今四川綿竹）設牛酒勞軍。羅尚將王敦與辛冉卻勸羅尚找機會殺害李特等人，以除後患。羅尚雖不納，但因李特與辛冉本已相識，辛冉卻對他說：「舊相識重逢，如沒有吉利的事發生，那就是凶兆了。」李特因而猜疑羅尚等人，甚為恐懼。罗尚就职当月就遭遇汶山羌叛乱，罗尚派王敦去镇压，王敦反被羌人杀死。
趙廞敗亡後，朝廷以李特等功而賜官爵給李特和李流，更命益州州府列出和李特一樣有功的流民，以作封賞。不過辛冉卻自私地想獨攬功勳，都將朝命全壓住了，令流民眾怨聲載道。同時，朝廷早亦已下書命李特等秦雍流民返回原居地，不過李特等人以其時國亂，不想回去，於是設法去請求和賄賂羅尚等人，羅尚於是允許他們留到永寧元年（301年）秋季。七月，羅尚下令流民要在當月出發，李特又請求留至冬季，但這回羅尚聽從辛冉和李苾等人所言不作允許，而辛冉更欲殺流民首領以奪其財物，於是說得羅尚在各要地設下關卡，掠奪流人財物。李特派遣的閻式見辛冉等人不會同意讓流人留到冬季，於是拜辭羅尚。羅尚雖表示會寬待流民，但閻式回去後認為羅尚威刑不立，辛冉等坐擁強兵的人也不是羅尚能控制得住，反勸當時已有大量流民歸附的李特早作準備。
不久，辛冉等人果然繞過羅尚，派廣漢都尉曾元、牙門張顯及劉並等人率兵潛襲李特軍營，羅尚聞訊亦派督護田佐助戰，終卻為李特伏兵所敗，田佐等人都被殺，其頭顱更被李特送給羅尚和辛冉。羅尚就對手下將佐說：「這些虜族本來已經要走了，而廣漢（廣漢太守辛冉）不聽我說而令對方聲勢大張，現在可怎麼辦呀！」此戰後，六郡流民共推李特為主，正式反叛，並進攻辛冉所在的廣漢。時羅尚派李苾及費遠營救辛冉，但都因畏懼李特而不敢前進。辛冉屢戰俱敗，被逼棄城出走。李特入據廣漢後，隨後就進圍成都。羅尚為人貪婪少斷，蜀地人民都對他不滿，相反李特就與其約法三章，又施捨振濟人們，人們都說：「李特尚可，羅尚殺我。」羅尚屢敗於李特，於是設長圍，沿郫水作營，延綿七百里與李特相持，並向梁州及南夷校尉求救。
永寧二年（302年），河間王司馬顒派衙博等領兵幫助羅尚，南夷校尉李毅亦派五千兵來援，羅尚於是派督護張龜在繁城，準備三路進攻李特，不過衙博及張龜皆為李特軍所敗。司馬顒又以張微為新任廣漢太守，李特就領兵進攻，留李驤等人在毗橋防備羅尚。羅尚派兵進攻李驤，屢次被對方擊敗，更令李驤主動進攻成都，燒了城門，李流更率軍屯於成都北面。羅尚先命將領張興詐降以探虛實，得知李驤軍不過二千人後，就派精兵萬人進攻李驤，但卻在李驤及李流合力抵抗下大敗。後李特進攻羅尚，羅尚水軍先行潰散，蜀郡太守徐儉更在李特兵臨成都時以少城歸降，羅尚據守太城，被逼求和。
當時蜀地人民都因恐懼戰亂而結塢自守，時各塢都向李特示好，而李特又因糧少，就讓流人們在塢中取食。益州從事任叡於是向羅尚獻計，想聯結各塢塢主，定下日期裏應外合，夾擊李特軍。任叡詐降李特後成功聯結塢主，約定響應羅尚出兵。太安二年（303年），荊州刺史宗岱及建平太守孫阜率水軍三萬入援益州，羅尚就率兵進襲李特，各塢如約響應，終大敗李特，走到新繁。羅尚隨後退兵，李特又來追擊，羅尚於是派大軍反擊，斬殺李特等人，傳首洛陽，又焚燒其屍身。
李特弟李流仍統李特部，羅尚曾派兵討伐，但反為李流所敗，但晋军在作战中杀死李特子李荡。不久荊州刺史宗岱去世，荊州軍退兵，李流又轉攻羅尚，羅尚被逼退守成都太城。不久李流又死，李雄繼立，羅尚派兵進攻其所在的郫城但失敗，反為其所攻，並遭李驤斷絕糧道。面對外道斷絕和猛烈的攻勢，羅尚唯有棄城出走，成都於是為李雄佔領。
羅尚及後移屯巴郡。永嘉二年（308年），朝廷以羅尚殺李特的功勞而加其散騎常侍，都督梁、益二州，進爵夷陵侯。永嘉四年（310年），羅尚去世。

## 家庭成員

### 祖父
- 羅蒙，蜀漢廣漢太守。

### 父辈
- 罗式，羅尚父，牂柯太守。
- 羅憲，羅尚叔父，巴東太守，成功抵禦孫吳。

### 平辈
羅憲子罗袭，广汉太守。

### 子辈
- 罗尚長子羅宇，奉車都尉。羅尚死後，新任益州刺史皮素因羅宇不肯支援被李雄進攻的譙登而打算治其罪，羅宇就殺死皮素，但不久羅宇為建平都尉暴重所殺。
- 罗尚次子羅延壽，騎都尉。